# دیگ ذوب

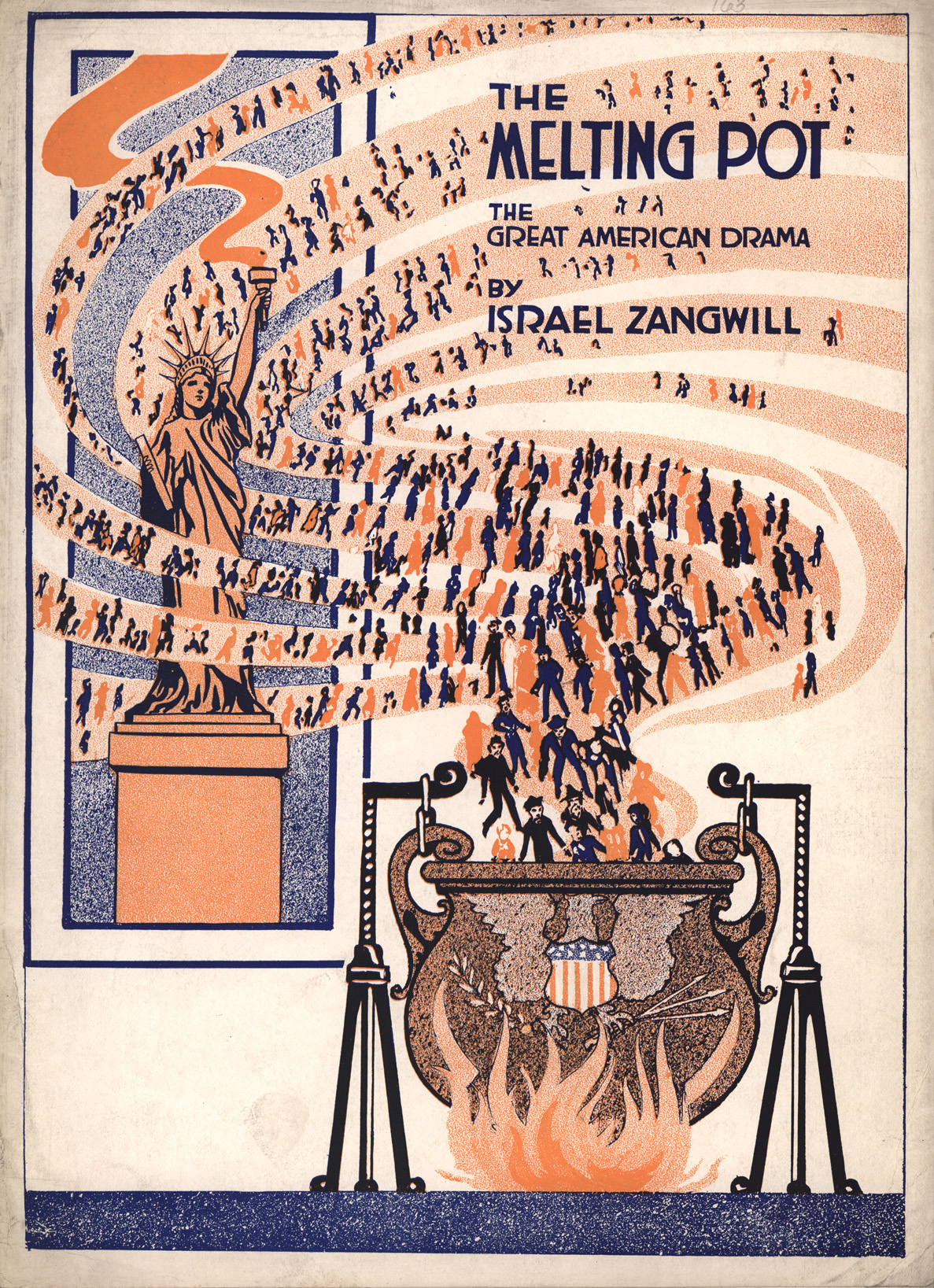
شمایی از دیگ ذوب فرهنگی بر پوستر نمایشی با همین نام (۱۹۰۸)

دیگ ذوب یا ملتینگ پات (به انگلیسی: Melting pot) اصطلاحی فرهنگی و سیاستی اجتماعی در مورد جامعه‌ای ناهمگون از لحاظ فرهنگی است که به مرور همگون می‌گردد. عناصر متفاوت فرهنگی با یک فرهنگ قالب عمومی ترکیب شده و همگی در کنار یکدیگر قرار می‌گیرند. این اصطلاح به‌طور خاص در مورد همگام‌سازی فرهنگی مهاجران به ایالات متحده نیز استفاده شده است. «دیگ ذوب» به عنوان لقبی برای آمریکا یا بعضی شهرهای آن مثل نیویورک نیز استفاده می‌شود. استفاده از اصطلاح دیگ ذوب که برای اشاره به گردهم آوردن ملیتها، فرهنگها و پس‌زمینه‌های متفاوت استفاده می‌شود، از سال ۱۹۰۸ و پس از انتشار نمایشی با همین نام باب شد.